# Quercus polymorpha
Quercus polymorpha — вид рослин з родини букових (Fagaceae); поширений в Америці від Гондурасу до Техасу.

## Опис

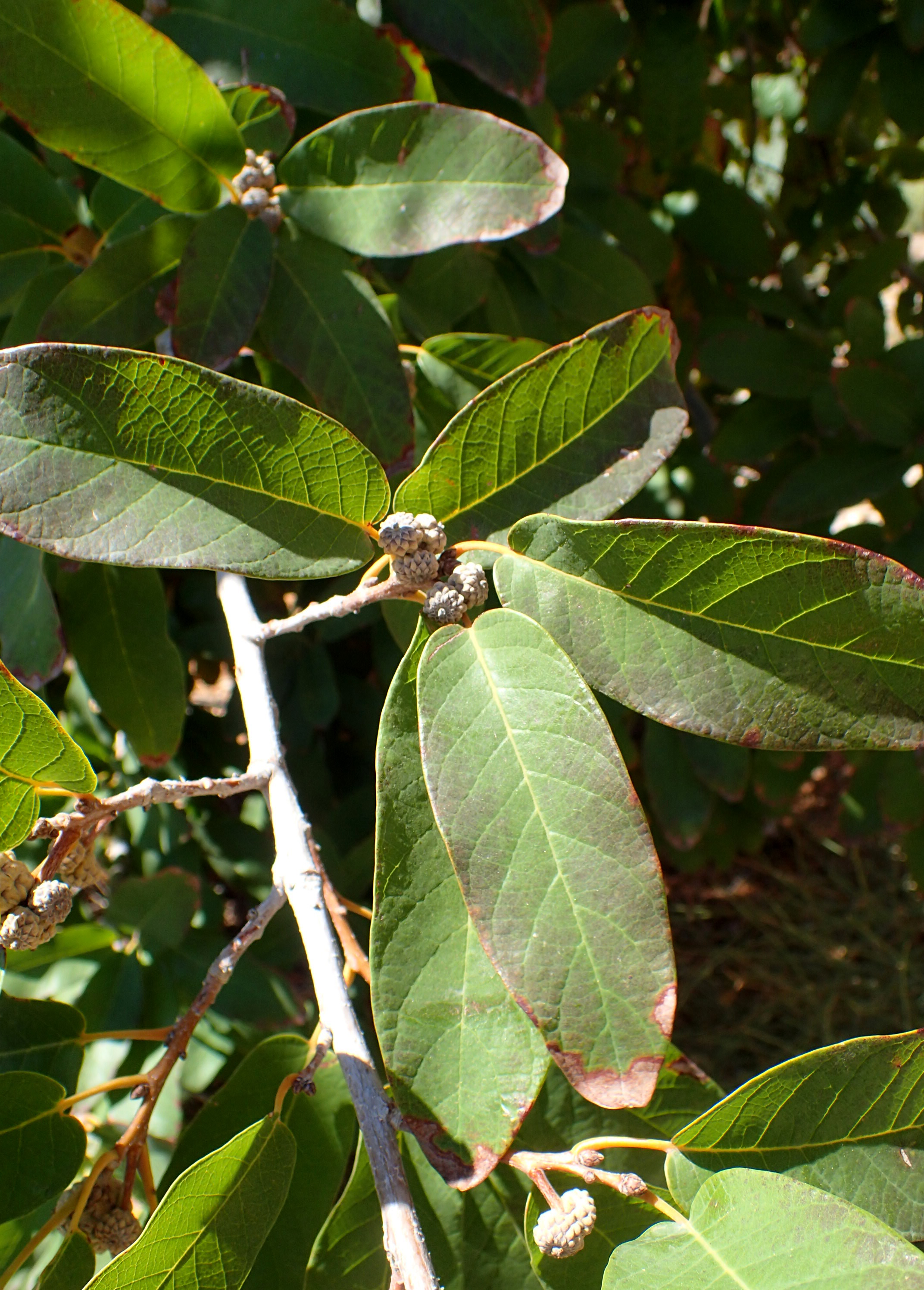
листки

Це невелике або середнє напіввічнозелене дерево 10–20 м заввишки. Стовбур до 50 см у діаметрі. Кора сіро-коричнева, луската. Гілочки червоно-коричневі, спочатку вовнисті, стають голими, з численними сочевицями. Листки обернено-яйцеподібні або довгасті, шкірясті, 5–14 × 3–6 см; основа округла або серцеподібна; верхівка тупа, округла, рідко гостра; край потовщений, трохи вигнутий, цілий або з 2–5 парами коротких, зубів; верх зелений або сірувато-зелений, трохи блискучий, майже безшерстий зверху або зі зоряними волосками на серединній жилці; низ блідіший, тьмяний, сірувато-зелений, безволосий або іноді нещільно запушений і з іржавими залозистими волосками, розкиданими, переважно вздовж жил; ніжка тонка, жовтувата, 1–3 см, гола. Тичинкові сережки завдовжки 3–7 см, густоквіткові, вовнисті; маточкових квіток 1–2 на запушеному квітконосі довжиною менше 1 см. Жолуді однорічні, поодинокі або в парі, на ніжці 1–2 см; горіх світло-коричневий, яйцювато-еліпсоїдний або бочкоподібний, 14–20(25) × 8–13 мм; чашечка глибиною 10–13 мм × шириною 12–20 мм, вкриває 1/2 горіха, лусочки притиснуті, потовщені в основі, сіро-буруваті.
Період цвітіння: березень. Період плодоношення: жовтень — грудень.

## Поширення й екологія
Країни поширення: Гондурас, Гватемала, Мексика, США (Техас).
Населяє прибережні лісові галереї, узлісся колючих чагарників, сухі тропічні ліси, нижні краї дубово-соснових лісів та хмарні ліси; росте на висотах 400–2100 м.

## Використання
Інтенсивно використовується як джерело дров, вугілля та будівельної деревини.

## Загрози
Вид вразливий до втрати середовища існування та деградації у багатьох екосистемах, де зростає. Хмарні ліси до того ж схильні до деградації середовища існування внаслідок зміни клімату.